# Panama (Nebraska)
Panama je selo u američkoj saveznoj državi Nebraska. Prema popisu stanovništva iz 2010. u njemu je živjelo 256 stanovnika.